# Battaglia del Monte Castello
La battaglia del Monte Castello fu combattuta alla fine della seconda guerra mondiale, dalle truppe alleate che volevano avanzare verso l'Italia settentrionale contro le forze dell'esercito tedesco.
Questa battaglia segnò l'ingresso della Forza di Spedizione Brasiliana (FEB) nel conflitto. La battaglia si trascinò per tre mesi, dal 24 novembre 1944 al 21 febbraio 1945, durante i quali vennero effettuati sei attacchi con un gran numero di perdite brasiliane. Quattro attacchi non ebbero successo, a causa del fallimento strategico e delle pessime condizioni climatiche.

## Luogo e contesto
Il Monte Castello, alto 977 metri s.l.m., si trova a 40 km a nord di Pistoia e 61,3 km a sud ovest di Bologna, nel versante settentrionale dell'Appennino che separa l'Emilia-Romagna dalla Toscana. Nel luogo della battaglia, sull'attuale SP 623, sorge un monumento ai Caduti brasiliani, in località Abetaia di Gaggio Montano, in provincia di Bologna.
La battaglia del Monte Castello si inserisce nella seconda fase della Turbativa di Operation Linea Gotica (nella responsabilità del settore IV Corpo V US Army), nella campagna d'Italia (1943-1945).

## Operazione
Nel mese di novembre 1944, la 1ª DIE, dopo aver raggiunto gli obbiettivi ad essa delegati sul fronte della valle del Serchio in circa due mesi di combattimenti che si conclusero con la liberazione in Garfagnana, Versilia e Lucchesia, fu inviata sul fronte della valle del Reno, sul versante settentrionale dell'Appennino a confine tra Toscana ed Emilia-Romagna. In questo punto della linea gotica vi era un perimetro con un raggio di circa 20 chilometri di montagne controllate dai tedeschi.  Il generale brasiliano João Batista Mascarenhas de Morais fissò il suo quartier generale avanzato nel comune di Porretta Terme, in provincia di Bologna.
Le posizioni di artiglieria tedesche erano considerati in posizione privilegiata, costringendo gli alleati con una vigilanza costante, impedendo qualsiasi avanzata verso Bologna e la Pianura Padana. Si prevedeva che l'inverno sarebbe stato rigido, complicando la situazione verificatasi in autunno, poiché le incessanti piogge e i bombardamenti avevano trasformato le strade in paludi.
Nonostante ciò, il generale statunitense Mark Clark, comandante delle forze alleate in Italia con il IV Corpo (di cui la divisione brasiliana faceva parte), aveva pianificato di raggiungere e liberare Bologna con l'8ª Armata britannica prima dell'arrivo della neve. Tuttavia, il complesso difensivo messo in piedi dai tedeschi nei dintorni del Monte Castello, Lizzano in Belvedere, Monte della Torraccia, Castelnuovo di Vergato, Torre di Nerone e Castel d'Aiano era estremamente difficile da superare.

## Le forze tedesche
Il fronte italiano era sotto la responsabilità del gruppo di armate C, sotto il comando di Heinrich von Vietinghoff. A lui erano subordinate tre armate tedesche: la 10ª, la 14ªe l'Armata della Liguria, quest'ultima posta a difendere il confine con la Francia. La 14ª armata era composta dal 14º Corpo dei Panzer e dal 51º corpo di montagna, che a sua volta includeva la 232ª divisione granatieri (fanteria) sotto il comando del generale Eccard von Gablenz, un veterano di Stalingrado.
La 232ª divisione di fanteria fu attivata il 22 giugno 1944 raggruppando veterani provenienti dal fronte russo e giovani reclute della regione di Francoforte, e venne definita "divisione statica". Era composta da tre reggimenti (1043º, 1044º e 1045º), ciascuno con due soli battaglioni, un altro battaglione di incursori (battaglione di ricognizione) e un reggimento d'artiglieria con 4 gruppi, e unità più piccole, per un totale di circa 9 000 uomini. L'età delle truppe variava tra i 17 e i 40 anni, con i soldati più giovani e abili concentrati nel battaglione di ricognizione. Alla fine del 1944, questa unità fu rafforzata da elementi del 4º battaglione di montagna e dal Lehr-Bataillon Gebirgsjäger-Schule Mittenwald (Mittenwald), Composto da esperti soldati austriaci. I quali si trovavano precedentemente in riserva.
Peraltro, i veterani, già reduci della guerra in russia, i quali difendevano queste posizioni,  non avevano più lo stesso entusiasmo di quando la guerra era iniziata, ma mantenevano comunque la volontà di obbedire ai propri doveri militari.

## I tentativi falliti
Le forze brasiliane avevano la responsabilità di vincere nel settore più combattivo dell'intero fronte appenninico, ma la 1ª DIE era troppo senza esperienza per fronteggiare uno scontro di quella potenza e su un terreno in quelle condizioni climatiche. Ad ogni modo, l'obbiettivo del generale Clark era di liberare Bologna prima del Natale 1944, cosicché in mancanza di altre truppe disponibili in Italia l'addestramento delle truppe brasiliane sarebbe avvenuto praticamente sul campo di battaglia.

### Primo attacco
Il 24 novembre 1944 lo squadrone da ricognizione e il 3º battaglione del 6º reggimento di fanteria della 1ª DIE si unirono alla 45ª Task Force degli Stati Uniti per il primo attacco sul Monte Castello. Già dal secondo giorno di combattimento sembrava che l'operazione avrebbe avuto successo: infatti, i soldati americani avevano raggiunto la vetta del Monte Castello, dopo aver conquistato il vicino Monte Belvedere. Tuttavia, con una potente controffensiva, gli uomini della 232ª divisione germanica, incaricata di difendere il Monte Castello e il Monte della Torraccia, riconquistarono le posizioni inizialmente perse, costringendo i soldati brasiliani e americani ad abbandonare le posizioni occupate, .

### Secondo attacco
Il 29 novembre venne pianificato il secondo attacco, questa volta da parte di una formazione quasi interamente composta da soldati brasiliani (tre battaglioni) e con il solo sostegno di tre plotoni di carri armati americani. Tuttavia, un evento imprevisto si è verificato alla vigilia investito piani di compromesso: la notte del 28 novembre, i tedeschi avevano compiuto un contrattacco sulla collina del Belvedere, prendendo la posizione degli americani, i quali dovettero così lasciare scoperto il fianco sinistro degli alleati.
Inizialmente i brasiliani pensarono di rinviare l'attacco, ma le proprie truppe avevano già occupato le loro posizioni e, quindi, la strategia fu mantenuta e alle 7:00 del mattino del 29 novembre scattò il nuovo tentativo di attacco. Le condizioni meteorologiche erano estremamente pessime: la pioggia e il cielo coperto impedirono il sostegno aereo della Air Force e il fango praticamente impedì la partecipazione di carri armati. Il raggruppamento del generale Zenóbio da Costa iniziò con una buona partenza, ma poi la risposta tedesca fu estremamente violenta. I soldati tedeschi dei 1.043º, 1.044º e 1.045º reggimenti di fanteria bloccarono i progressi dei soldati dei due battaglioni brasiliani, che nel tardo pomeriggio dovettero rientrare alla base, dopo aver perso 190 uomini tra morti, feriti e dispersi.

### Terzo attacco
Il 5 dicembre, il generale Mascarenhas ricevette l'ordine dal 4º Corpo di catturare e mantenere la vetta del Monte della Torraccia e il Monte Belvedere. Ciò significava che, dopo due precedenti tentativi falliti, il Monte Castello era ancora l'obiettivo principale della successiva offensiva brasiliana, che era stata rinviata di una settimana.
Il 12 dicembre 1944 venne effettuato il terzo attacco: tale scontro è ricordato dalla FEB come uno dei più violenti mai affrontato dalle truppe brasiliane sul teatro di guerra italiano. Con le stesse condizioni meteo dell'assalto precedente, il 2º e 3º battaglione del 1º Reggimento Fanteria avevano bisogno di aiuto: inizialmente avevano vinto alcune posizioni, ma il pesante fuoco dell'artiglieria tedesca unitamente ad un prematuro bombardamento dell'artiglieria americana aveva causato la perdita di 150 uomini, di cui 20 morti. Ancora una volta il tentativo di conquistare il Monte Castello si rivelò inutile, ma la lezione servì a rafforzare la convinzione di Mascarenhas che la partita del Monte Castello sarebbe stata vinta contro i tedeschi solo se l'intera divisione fosse stata utilizzata durante l'attacco, e non con solo un paio di battaglioni, come aveva ordinato la 5ª Armata statunitense.
Solo il 19 febbraio del 1945, dopo il miglioramento delle condizioni climatiche invernali, il 5º comando dell'esercito determinò l'inizio di una nuova offensiva per conquistare la montagna. Tale offensiva denominata "Operazione Encore" avrebbe utilizzato le truppe della 10ª Divisione di montagna americana e la 1ª DIE.

## L'attacco finale

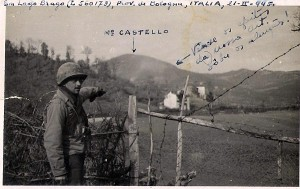
Il capitano Sady Magalhães Monteiro al lago Brago in vista del Monte Castello (ore 14:30 del 21 febbraio 1945)

Anche questa volta, la tattica utilizzata fu la stessa pianificata dal generale brasiliano Mascarenhas de Moraes il precedente 19 novembre, con 2 divisioni. Così, il 20 febbraio 1945 le truppe della Forza di spedizione brasiliana si presentarono in posizione di combattimento, con i suoi tre reggimenti pronti a partire per il Monte Castello.
A sinistra del raggruppamento del Brasile, l'attacco fu anticipato il 18 febbraio dalle truppe di élite della 10ª Mountain Division degli Stati Uniti, che avevano la responsabilità di prendere il Monte Belvedere al fine di garantire e proteggere così il fianco più vulnerabile del settore. La resistenza tedesca tuttavia fu ancora una volta pressante, cosicché la 10ª Divisione da montagna americana non riuscì ad assicurarsi le proprie posizioni, indispensabili per l'attacco brasiliano al Monte Castello.
L'attacco brasiliano cominciò all'alba del 21 febbraio 1945, con il battaglione Uzeda a destra, il battaglione Franklin di fronte verso la montagna, e il battaglione Sizeno Sarmento nella posizione privilegiata che aveva raggiunto durante la notte, attendendo il momento migliore per unirsi agli altri due battaglioni brasiliani. Come programmato nel piano dell'operazione Encore, i brasiliani avrebbero dovuto raggiungere la cima del Monte Castello prima del tramonto, dopo che il Monte della Torraccia fosse stato preso dalla 10ª Mountain Division (quindi il comando IV Corpo era certo che il Monte Castello non sarebbe stato preso prima della Torraccia). Tuttavia, alle ore 17:30, quando i primi soldati del 1º Battaglione Franklin conquistarono la vetta del Monte Castello, gli americani non avevano ancora vinto la resistenza tedesca, riuscendoci alla fine solo durante la notte, quando con l'aiuto di alcuni elementi brasiliani completarono la sua missione.
Gran parte del successo dell'offensiva è stato accreditato alla divisione di artiglieria, comandata dal generale Osvaldo Cordeiro de Farias, che tra le 16:00 e le 17:00 e fino alle 21:00, fece un fuoco di sbarramento perfetto contro la vetta del Monte Castello, consentendo il movimento delle truppe brasiliane.
I soldati brasiliani trovarono sulla cima un rifugio fortificato in cemento realizzato dai tedeschi e una pila di cadaveri di altri brasiliani morti durante l'attacco del 24 novembre 1944.

## Ricordo

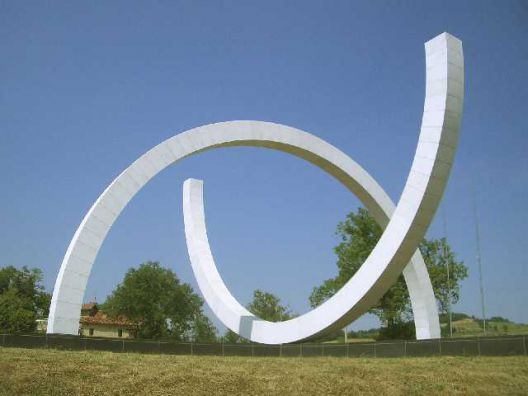
Monumento dedicato agli eroi della FEB a Monte Castello (Abetaia di Gaggio Montano)

aLa presa di Monte Castello è considerata dalla storiografia brasiliana come la più importante vittoria dell'esercito brasiliano e viene celebrata ogni anno con sfilate e pubblici eventi in diverse città del Brasile.
In omaggio alla presa di Monte Castello sono state intitolati molti quartieri in diverse città e tre comuni in Brasile:
- Monte Castelo (Santa Catarina)
- Monte Castelo (San Paolo)
- Santa Cruz de Monte Castelo

Nella località di Guanella, nella frazione di Abetaia di Gaggio Montano, il ministero della cultura del Brasile ha realizzato nel 2001 un colossale monumento che ricorda il sacrificio dei suoi pracinhas (soldatini) sulla "cima imprendibile" del Monte Castello. Il memoriale è caratterizzato dall'opera Liberazione: monovolume a ritmo aperto (Libertação: monovolume a ritmo aberto), progettato a Milano nel 1994/1996 dalla scultrice brasiliana Mary Vieira (1927–2001) e composto da due enormi semicerchi di 15 metri di diametro in granito bianco che si intersecano e si appoggiano su una grande croce di 24 metri in marmo nero.